# Elvis Jacob Stahr junior

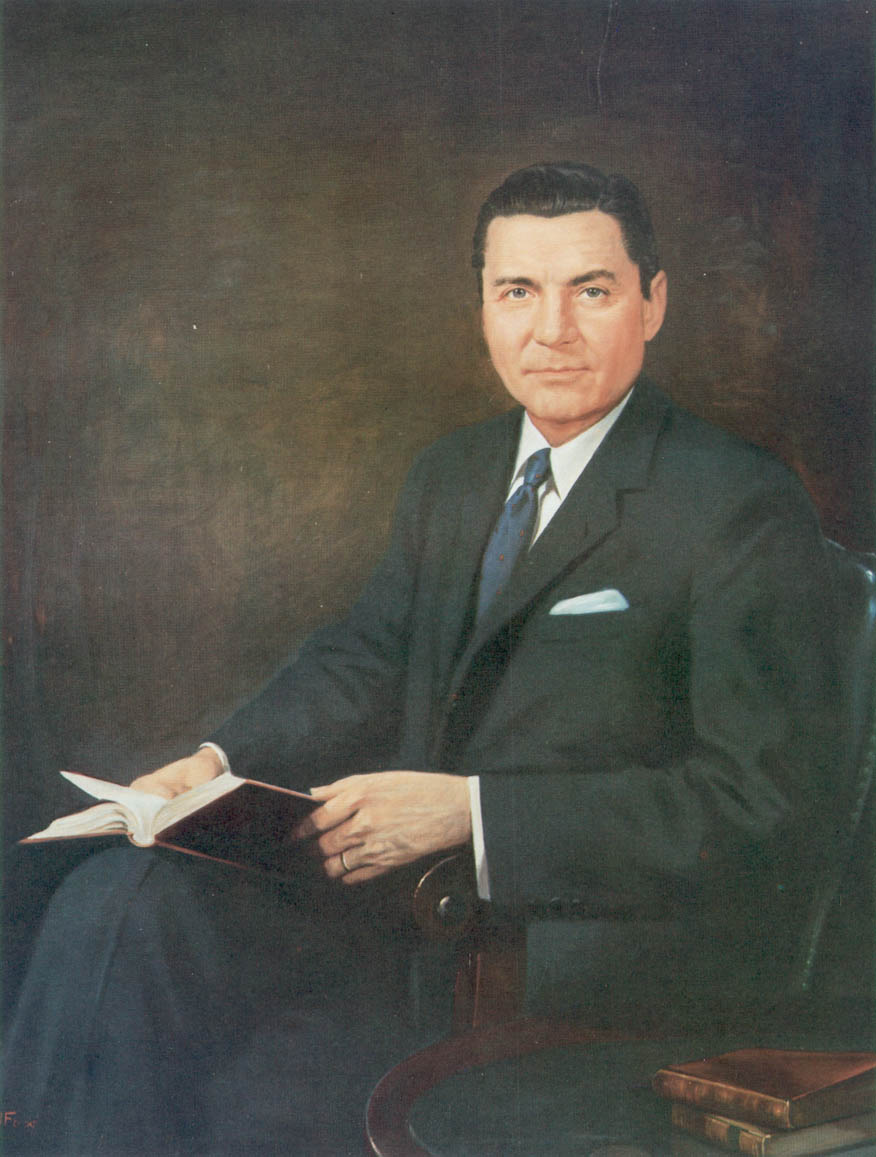
Elvis Jacob Stahr Jr. (1962)

Elvis Jacob Stahr junior (* 9. März 1916 in Hickman, Kentucky; † 11. November 1998 in Greenwich, Connecticut) war ein US-amerikanischer Politiker, Heeresminister und College-Präsident. 

## Werdegang
Stahr war Professor am University of Kentucky College of Law. Im Laufe der Zeit wurde er Dekan dieses Colleges und Präsident der West Virginia University. Zwischen 1961 und 1962 war Stahr Heeresminister der Vereinigten Staaten unter Präsident John F. Kennedy. Nach seiner Amtszeit ging er an die Indiana University, wo er deren Präsident wurde. Des Weiteren war Stahr zwischen 1968 und 1979 Vorsitzender der National Audubon Society.
Elvis Jacob Stahr Jr. verstarb am 11. November 1998 im Alter von 82 Jahren.